# Heiligenberg, Bas-Rhin
Heiligenberg là một xã thuộc tỉnh Bas-Rhin trong vùng Grand Est đông bắc Pháp.